# العبالي (ذي السفال)

تعديل مصدري - تعديل

العبالي محلة تابعة لقرية الخريف، التابعة لعزلة ريده ورياد بمديرية ذي السفال إحدى مديريات محافظة إب في الجمهورية اليمنية، بلغ تعداد سكانها 62 حسب تعداد اليمن لعام 2004.